# Utopians (película)
Utopians es una película de 2015 del cineasta de Hong Kong Scud, cuyo nombre de producción figura en los créditos de producción: Danny Cheng Wan-Cheung. Es la historia de un estudiante universitario que se siente profundamente atraído por su profesor (hombre), y cuya vida cambia como resultado. La película tuvo su estreno mundial el 31 de octubre de 2015 en el Festival de Cine de Nuevos Directores en Japón. Utopians explora varios temas tradicionalmente considerados "tabú" en la sociedad de Hong Kong y presenta desnudez frontal masculina en varias escenas. Es la sexta de siete películas estrenadas públicamente por Scud. Las otras seis películas son: City Without Baseball en 2008, Permanent Residence en 2009, Amphetamine en 2010, Love Actually... Sucks! en 2011, Voyage en 2013 y Thirty Years of Adonis (que incluye imágenes de Utopians) en 2017. La octava película, Apostles, se realizó en 2022, al igual que la novena, Bodyshop, pero ninguna de las dos se ha estrenado aún. La décima y última película, Naked Nations: Hong Kong Tribe, se encuentra actualmente en producción. Utopians incluye una escena en la que el personaje principal, interpretado por el actor de China continental Adonis He Fei, se muestra completamente desnudo acariciando su pene erecto mientras suspira de placer hasta que eyacula en la versión sin cortes de la película.

## Trama
Utopians es una historia sobre el paso de la infancia a la adultez de un joven estudiante, Hins Gao (Adonis He Fei), quien inesperadamente se siente profundamente atraído por su profesor, Antonio Ming (Jackie Chow). A pesar de haber tenido una educación conservadora, Hins quiere acercarse lo suficiente a Ming para comprenderlo. La experiencia transforma su vida y llega a definir su identidad adulta. La historia se describe como un "himno visualmente impactante al amor abierto y a la pansexualidad que combina libremente elementos narrativos sencillos y de fantasía".

## Producción
El director de la película, Scud, dice que se inspiró para la película en los escritos de Platón y la cultura de la Antigua Grecia, que describe como la "mejor era de la humanidad" cuando ser gay era algo común, y que "el sueño de una vida utópica" es uno donde la educación "sirve para mejorar el amor en lugar de prohibirlo", y que esto se le hizo evidente desde que fue consciente de las alternativas sexuales disponibles.
Scud dice que cayó en depresión después de hacer su quinta película, Voyage, y estaba considerando terminar su carrera. Pero un día, un muchacho de 19 años se le acercó y le contó su historia de cómo se había enamorado de un policía, y sobre un escritor japonés cuya obra Scud había leído extensamente cuando era más joven. Sintió que su próxima película debía rendir homenaje al período de la Ilustración llevado a cabo por grandes filósofos y artistas.
Scud dice que Utopians sólo tardó unas semanas en escribirse y rodarse. También experimentó con un método de realización cinematográfica más "democrático" al consultar al elenco sobre los papeles que preferían interpretar y alentarlos a resolver los problemas entre ellos, de forma muy similar a la situación en la antigüedad.
El casting se realizó abiertamente en Hong Kong, Taiwán y Singapur, con más de 300 asistentes en Hong Kong en un día particularmente tormentoso. El protagonista de la película, Adonis He Fei, es un actor de China continental. Su agente le proporcionó un currículum para que pudiera incluir Utopians en su apretada agenda de filmación.

## Reparto principal
- Adonis He Fei... Gao Hins
- Jackie Chow... Profesor Antonio Ming
- Chin-Man Ching... Cisne (acreditado como 'Moe Chin')
- Fiona Wang... Joey
- Jie Shui... Madre
- Bollo Ben Fu Wai... Decano
- Guillermo Lo... Niño en un viaje en barco / Niño de la hoguera
- Jung Jen Pao... Niño en un viaje en barco / Niño de la hoguera
- Eric Cheng... Padre
- Yeung Man Lok... Bebé Hins

## Idiomas
En la película se hablan cuatro idiomas: mandarín, cantonés, japonés e inglés. Aunque gran parte de la película se centra en Hong Kong, los personajes principales hablan chino mandarín entre ellos, por ejemplo, Hins, su madre, su novia y Ming. Los demás idiomas se hablan en segmentos mucho más cortos. Esta multitud de idiomas se refleja también en la transcripción de los caracteres chinos del título (Chino: 同流合烏) proporcionada por el productor, que es cantonés y se lee tung lau hap woo, mientras que uno esperaría una transcripción en mandarín pinyin para una película hablada mayoritariamente en mandarín, que sería tóng liú hé wū.